# Le Chapeau renversé
Le Chapeau renversé est un tableau réalisé par le peintre espagnol Antoni Tàpies en 1967. Cette toile marouflée sur bois exécutée à la peinture à la colle et agrémentée de poussière de marbre est une nature morte représentant un chapeau couvert de grandes balafres. Elle est conservée au musée national d'Art moderne, à Paris.

## Postérité
Le tableau fait partie des « 105 œuvres décisives de la peinture occidentale » constituant le musée imaginaire de Michel Butor.